# The Fog of War
The Fog of War (bra: Sob a Névoa da Guerra; prt: Testemunhos de Guerra) é um documentário estadunidense de 2003 sobre a vida e os tempos do ex-secretário de defesa dos Estados Unidos, Robert S. McNamara, ilustrando suas observações sobre a natureza da guerra moderna. O filme foi dirigido por Errol Morris e conta com uma trilha sonora original de Philip Glass. O título deriva do conceito militar de "névoa de guerra" retratando a dificuldade de tomada de decisões em meio ao conflito.
O filme ganhou o Oscar de Melhor Documentário em 2003 e o Independent Spirit Award de Melhor Documentário. Não foi exibido de forma competitiva no Festival de Cinema de Cannes.
Em 2019, o filme foi selecionado pela Biblioteca do Congresso para preservação no Registro Nacional de Filmes por ser "cultural, histórica ou esteticamente significativo".

## Conceito
Usando imagens de arquivo, gravações de conversas do Gabinete dos Estados Unidos e uma entrevista de Robert McNamara, então com 85 anos, The Fog of War retrata sua vida, desde seu nascimento durante a Primeira Guerra Mundial, lembrando a época em que as tropas americanas voltaram da Europa, ao seu serviço como oficial da Força Aérea na Segunda Guerra Mundial, para ingressar na Ford Motor Company, ascendendo até se tornar o presidente da empresa, antes de servir como Secretário de Defesa dos presidentes Kennedy e Johnson (incluindo seu envolvimento no Crise dos Mísseis de Cuba e Guerra do Vietnã).
Em uma aparição em 2004 na Universidade da Califórnia em Berkeley, Errol Morris disse que sua inspiração para o documentário derivou do livro de McNamara (com James G. Blight), Wilson's Ghost: Reducing the Risk of Conflict, Killing, and Catastrophe in the 21st Century (2001). Morris originalmente abordou McNamara para uma entrevista para um especial de televisão de uma hora. Isso foi estendido várias vezes e Morris decidiu fazer um longa-metragem. Morris entrevistou McNamara por cerca de vinte horas; o documentário de duas horas compreende onze lições de In Retrospect: The Tragedy and Lessons of Vietnam (1995). Ele postula, discorre e propõe as lições na entrevista que é The Fog of War. Além disso, no evento da Universidade da Califórnia em Berkeley, McNamara discordou das interpretações de Morris em The Fog of War, mas, na conclusão, McNamara suplementou as onze lições originais com dez lições adicionais; eles estão no DVD The Fog of War.
Quando solicitado a aplicar as onze lições de In Retrospect à invasão do Iraque pelos Estados Unidos, McNamara recusou, argumentando que os ex-secretários de defesa não devem comentar as políticas do secretário de defesa em exercício. Ele sugeriu que outras pessoas poderiam aplicar as onze lições à guerra no Iraque, mas ele não o faria, observando que as lições são sobre a guerra em geral, não uma guerra específica.

## Roteiro
O filme tem como foco principal as entrevistas do ex-secretário de Defesa, Robert McNamara, que foi entrevistado por cerca de 20 horas pelo diretor do documentário, Errol Morris, por meio de um dispositivo especial denominado "Interrotron" que projeta imagens do entrevistador e do entrevistado nos espelhos bidirecionais na frente de suas respectivas câmeras para que cada um pareça estar falando diretamente com o outro. O uso deste dispositivo destina-se a transmitir a interação real uns com os outros e o contato visual direto com o espectador.
Nas entrevistas, McNamara fala sobre aspectos da segurança internacional e como e por que meios ela pode ser influenciada pelas circunstâncias. O documentário explora eventos recentes na história americana e também enfoca a vida de McNamara e como ele saiu de uma humilde família americana para se tornar um político que alcançou enorme poder e influência. McNamara trabalhou com os presidentes John F. Kennedy e Lyndon B. Johnson e com o general Curtis LeMay, e teve acesso direto a muitos documentos governamentais. Suas opiniões, experiências pessoais e lições aprendidas enquanto servia como Secretário de Defesa podem fornecer ao público uma filosofia esclarecedora e uma visão sobre a política americana.
O documentário cobre eventos importantes como a Segunda Guerra Mundial, a Guerra do Vietnã, a Crise dos Mísseis de Cuba e muitos outros que o próprio McNamara testemunhou.
McNamara é considerado o "arquiteto" da Guerra do Vietnã. A entrevista de McNamara, junto com imagens de arquivo, oferece um olhar mais atento sobre a segurança internacional e as relações internacionais dos Estados Unidos.

## Recepção
As críticas ao filme foram muito positivas. The Fog of War tem um índice de aprovação de 96% na revisão agregador site Rotten Tomatoes, com base em 142 avaliações, e uma classificação média de 8,32/10. O consenso crítico do site afirma, "The Fog of War baseia-se em décadas de experiência amarga para oferecer uma perspectiva penetrante sobre a Guerra Fria de um de seus principais arquitetos". Ele também tem uma pontuação de 87 de 100 no Metacritic, com base em 36 críticos, indicando "aclamação universal".
Roger Ebert, do Chicago Sun-Times, escreveu: "Embora McNamara seja fotografado pelo Interrotron, o filme está longe de oferecer apenas uma cabeça falante. Morris é incrível em sua capacidade de trazer vida ao abstrato e aqui ele usa gráficos e tabelas, títulos móveis e efeitos visuais em contraponto ao que McNamara está dizendo".

## The Fog of War
Ao longo do documentário, Morris destila a filosofia da guerra de McNamara em onze princípios básicos:
Lição no. 1: Tenha empatia com seu inimigo.
McNamara repete essa frase várias vezes ao longo do documentário. Ele discute o momento durante a crise dos mísseis cubanos quando ele e Kennedy estavam tentando manter os Estados Unidos fora da guerra, mas o general Curtis LeMay queria invadir Cuba. Kennedy descobriu a obsessão de LeMay com armas nucleares ao se concentrar no problema do Laos em 1961. Kennedy recebeu duas mensagens de Nikita Khrushchev durante a crise dos mísseis cubanos. McNamara se refere a eles como a "mensagem dura" e a "mensagem suave". McNamara diferenciou as duas mensagens porque a primeira mensagem era informal e a segunda mensagem era formal e foi transmitida para todo o mundo. McNamara afirmou que a primeira mensagem parecia ter vindo de um "homem bêbado ou sob muito estresse". Afirmou que se os Estados Unidos garantissem não invadir Cuba, os mísseis seriam retirados por Cuba. A segunda e "dura mensagem" afirmava que se "vocês [Estados Unidos] atacarem [Cuba], estamos preparados para enfrentá-los com massas de poder militar". Llewellyn Thompson, um ex-embaixador dos EUA em Moscou, pediu a Kennedy para responder à mensagem suave. Thompson conhecia Khrushchev pessoalmente e acreditava que Khrushchev só queria poder dizer a Cuba que havia impedido uma invasão dos Estados Unidos. Kennedy acabou mudando de ideia para concordar com Thompson.
Lição 2: A racionalidade por si só não nos salvará.
McNamara enfatizou que foi a sorte que evitou a guerra nuclear. Indivíduos racionais como Kennedy, Khrushchev e Castro chegaram perto de criar a destruição nacional. McNamara afirma que a possibilidade de destruição nuclear ainda existe hoje.
Lição # 3: Existe algo além de nós mesmos.
Esta lição foi usada para descrever a vida privada de McNamara. McNamara afirma que "há algo além de si mesmo e uma responsabilidade para com a sociedade.", McNamara comentou quando começou a cortejar sua esposa, Margaret Craig, e teve um filho. Então veio a guerra. McNamara foi então promovido a professor assistente mais jovem em Harvard.
Lição nº 4: Maximize a eficiência.
McNamara foi trazido de volta da Oitava Força Aérea e designado para os primeiros aviões B-29, 58th Bomb Wing. Pensou-se que os B-29s poderiam destruir alvos com muito mais eficiência e eficácia. McNamara foi responsável por analisar as operações de bombardeio e como torná-las mais eficientes.
Lição # 5: A proporcionalidade deve ser uma diretriz na guerra.
McNamara fala sobre as proporções de cidades destruídas no Japão pelos EUA. McNamara compara cidades destruídas do Japão com cidades dos Estados Unidos antes do lançamento da bomba nuclear. Tóquio, aproximadamente do tamanho da cidade de Nova York, foi 51% destruída; Toyama, do tamanho de Chattanooga, 99% destruída; Nagoya, do tamanho de Los Angeles, 40% destruída; Osaka, do tamanho de Chicago, 35% destruída; Kobe, do tamanho de Baltimore, 55% destruída. Em seguida, McNamara compara a proporcionalidade da guerra no Japão a ser imoral.
Lição no. 6: Obtenha os dados.
McNamara trabalhou na Ford em uma posição executiva e conduziu estudos sobre dados demográficos de compradores para relatórios de acidentes para tornar os carros mais seguros. McNamara foi posteriormente promovido a presidente da Ford e foi a primeira pessoa fora da família a ocupar esse cargo. Ele pediu demissão apenas cinco semanas depois por causa de uma posição que lhe foi oferecida por Kennedy. Kennedy ofereceu a McNamara um cargo de Secretário do Tesouro, que ele recusou e mais tarde aceitou o cargo de Secretário de Defesa.
Lição # 7: Crença e visão estão frequentemente erradas.
Afirmação de McNamara (da relação de Morris) da lição 7 com o incidente do Golfo de Tonkin: "Nós vemos o que queremos acreditar."
Lição # 8: Esteja preparado para reexaminar seu raciocínio.
McNamara acreditava que, embora os Estados Unidos sejam a nação mais forte do mundo, eles nunca deveriam usar esse poder unilateralmente: "se não podemos persuadir nações com valores comparáveis do mérito de nossa causa, é melhor reexaminar nosso raciocínio".
Lição # 9: Para fazer o bem, você deve se envolver no mal.
"Reconheça que às vezes temos que nos envolver com o mal, mas minimizá-lo."
Lição # 10: Nunca diga nunca.
McNamara acredita que a responsabilidade pela Guerra do Vietnã é do presidente e diz que se Kennedy tivesse sobrevivido, a situação teria sido melhor.
Lição # 11: Você não pode mudar a natureza humana.
McNamara fala sobre a "névoa da guerra" comparando-a com a mente humana e como ela não pode ser totalmente compreendida.

## Dez aulas adicionais de RS McNamara
Esses tópicos foram selecionados por McNamara para complementar o documentário; eles estão nos recursos especiais do DVD.
1. A raça humana não eliminará a guerra neste século, mas podemos reduzir a brutalidade da guerra - o nível de matança - aderindo aos princípios de uma "Guerra Justa", em particular ao princípio da "proporcionalidade".
2. As combinações indefinidas de falibilidade humana e armas nucleares levarão à destruição de nações.
3. Nós [os EUA] somos a nação mais poderosa do mundo - econômica, política e militarmente - e provavelmente continuaremos assim por décadas. Mas não somos oniscientes. Se não podemos persuadir outras nações com interesses e valores semelhantes dos méritos do uso proposto desse poder, não devemos proceder unilateralmente, exceto na improvável exigência de defender diretamente os Estados Unidos continentais, Alasca e Havaí.
4. Os princípios morais costumam ser guias ambíguos para a política externa e a política de defesa, mas certamente podemos concordar que devemos estabelecer como objetivo principal da política externa dos Estados Unidos e, na verdade, da política externa em todo o mundo: evitar, neste século, a carnificina - 160 milhões de mortos - causada por conflitos no século XX.
5. Nós, a nação mais rica do mundo, falhamos em nossa responsabilidade para com nossos próprios pobres e desfavorecidos em todo o mundo, de ajudá-los a melhorar seu bem-estar nos termos mais fundamentais de nutrição, alfabetização, saúde e emprego.
6. Os executivos corporativos devem reconhecer que não há contradição entre um coração mole e uma cabeça dura. Claro, eles têm responsabilidades para com os acionistas, mas também têm responsabilidades para com seus funcionários, clientes e a sociedade como um todo.
7. O presidente Kennedy acreditava que a principal responsabilidade de um presidente é manter a nação fora da guerra, se possível.
8. A guerra é um instrumento contundente para resolver disputas entre ou dentro das nações, e as sanções econômicas raramente são eficazes. Portanto, devemos construir um sistema de jurisprudência baseado no Tribunal Internacional - que os EUA se recusam a apoiar - que responsabilize os indivíduos por crimes contra a humanidade.
9. Se quisermos lidar de forma eficaz com terroristas em todo o mundo, devemos desenvolver um senso de empatia - não quero dizer "simpatia", mas sim "compreensão" - para conter seus ataques a nós e ao mundo ocidental.
10. Um dos maiores perigos que enfrentamos hoje é o risco de que terroristas obtenham acesso a armas de destruição em massa como resultado do colapso do Regime de Não Proliferação. Nós, nos Estados Unidos, estamos contribuindo para esse colapso.

## As 11 lições de Robert McNamara do Vietnã
Do livro de Robert McNamara de 1995, In Retrospect: The Tragedy and Lessons of Vietnam.
1. Na época, julgamos mal - e desde então - as intenções geopolíticas de nossos adversários ... e exageramos os perigos de suas ações para os Estados Unidos.
2. Víamos o povo e os líderes do Vietnã do Sul em termos de nossa própria experiência ... Avaliamos totalmente mal as forças políticas dentro do país.
3. Subestimamos o poder do nacionalismo para motivar um povo a lutar e morrer por suas crenças e valores.
4. Nossos julgamentos equivocados de amigos e inimigos, igualmente, refletiam nossa profunda ignorância da história, cultura e política do povo da região, e das personalidades e hábitos de seus líderes.
5. Na época, falhamos - e falhamos desde então - em reconhecer as limitações do equipamento, das forças e da doutrina militares de alta tecnologia e modernos. Também falhamos em adaptar nossas táticas militares à tarefa de conquistar os corações e mentes de pessoas de uma cultura totalmente diferente.
6. Não conseguimos levar o Congresso e o povo americano a uma discussão e debate completo e franco sobre os prós e contras de um envolvimento militar em grande escala ... antes de iniciarmos a ação.
7. Depois que a ação começou e eventos imprevistos nos tiraram do curso planejado ... não explicamos totalmente o que estava acontecendo e por que estávamos fazendo o que fizemos.
8. Não reconhecemos que nem nosso povo nem nossos líderes são oniscientes. Nosso julgamento do que é melhor para outro povo ou país deve ser colocado à prova de discussão aberta em fóruns internacionais. Não temos o direito concedido por Deus de moldar cada nação à nossa imagem ou da maneira que escolhermos.
9. Não defendemos o princípio de que a ação militar dos EUA (…) deve ser realizada apenas em conjunto com forças multinacionais apoiadas totalmente (e não meramente cosmeticamente) pela comunidade internacional.
10. Não reconhecemos que nos assuntos internacionais, como em outros aspectos da vida, pode haver problemas para os quais não há soluções imediatas ... Às vezes, podemos ter que viver com um mundo imperfeito e desordenado.
11. Por trás de muitos desses erros está o nosso fracasso em organizar os escalões superiores do ramo executivo para lidar de forma eficaz com a gama extraordinariamente complexa de questões políticas e militares.

Estas são versões ligeiramente abreviadas do texto da página 321 à página 323 de seu livro.

## Filantropia
A Sony Pictures Classics permitiu a receita de exibições limitadas de The Fog of War para beneficiar o trabalho da Clear Path International com as vítimas da guerra no Vietnã.